# 南湖镇综合交通终站

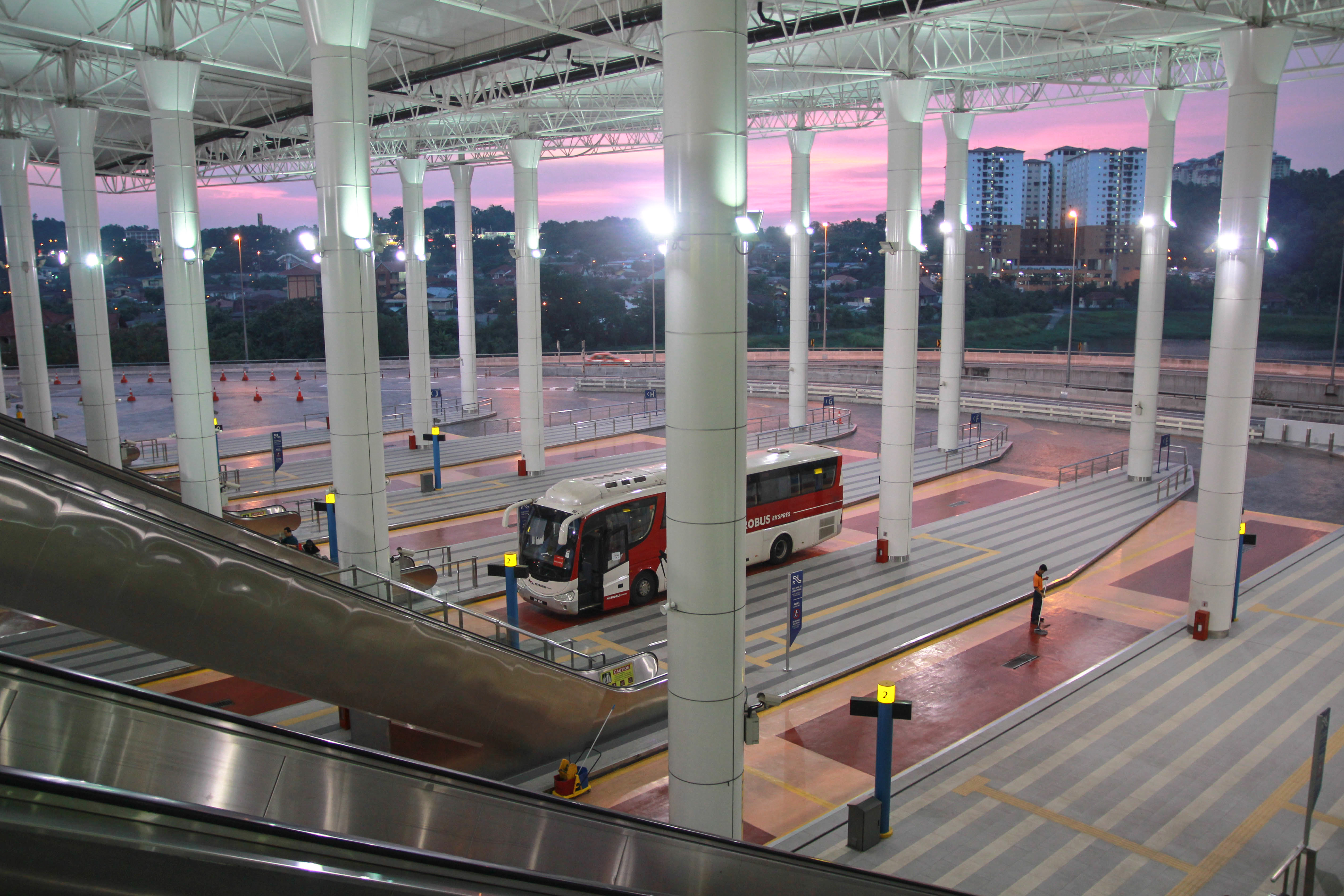
南湖镇终站抵达厅

南湖镇综合交通终站（缩写为“TBS”）是马来西亚吉隆坡的主要长途巴士终站。它通过一座行人天桥与相邻的南湖镇站（BTS）相连，形成TBS-BTS集成交通枢纽。该综合车站于2011年3月启用。
南湖镇终站是吉隆坡三个计划中的综合交通终站（ITT）之一，也是目前唯一一个正在运营的终站。在最初的规划中，南湖镇仅为南向长途巴士服务，但在之后也逐渐接管来自市中心旧巴士总站的东海岸和北向巴士的运营服务。另外两个综合运输中心则位于鹅唛和双溪毛糯，目前鹅唛的综合交通终站正在兴建中，而双溪毛糯的北向车站则仍在规划阶段，将分别成为东海岸和北向巴士的主要客运站。

## 历史
南湖镇终站的建设旨在缓解市中心的旧富都车站之交通拥堵情况。最初南湖镇终站仅规划为南向长途巴士服务，而目前长期计划是逐步接管富都车站的剩余长途巴士，以及已拆除的布特拉终站和蒂蒂旺沙巴士站的东海岸巴士。预计富都车站将仅保留作为城市巴士站。
南湖镇终站于2011年1月1日开始运营，接管了富都车站的南向长途巴士运营。南湖镇终站于2013年4月14日正式开幕。布特拉终站在2014年12月1日停止运营，其东海岸巴士服务转移到了南湖镇终站。2015年11月1日，富都车站的635趟北向巴士服务中的545趟转移到了TBS，完成了富都车站被南湖镇终站取代成为该市主要长途巴士站的替换工作。目前富都车站仍作为少数短途巴士和公共巴士的终点站。

### 位置和设施

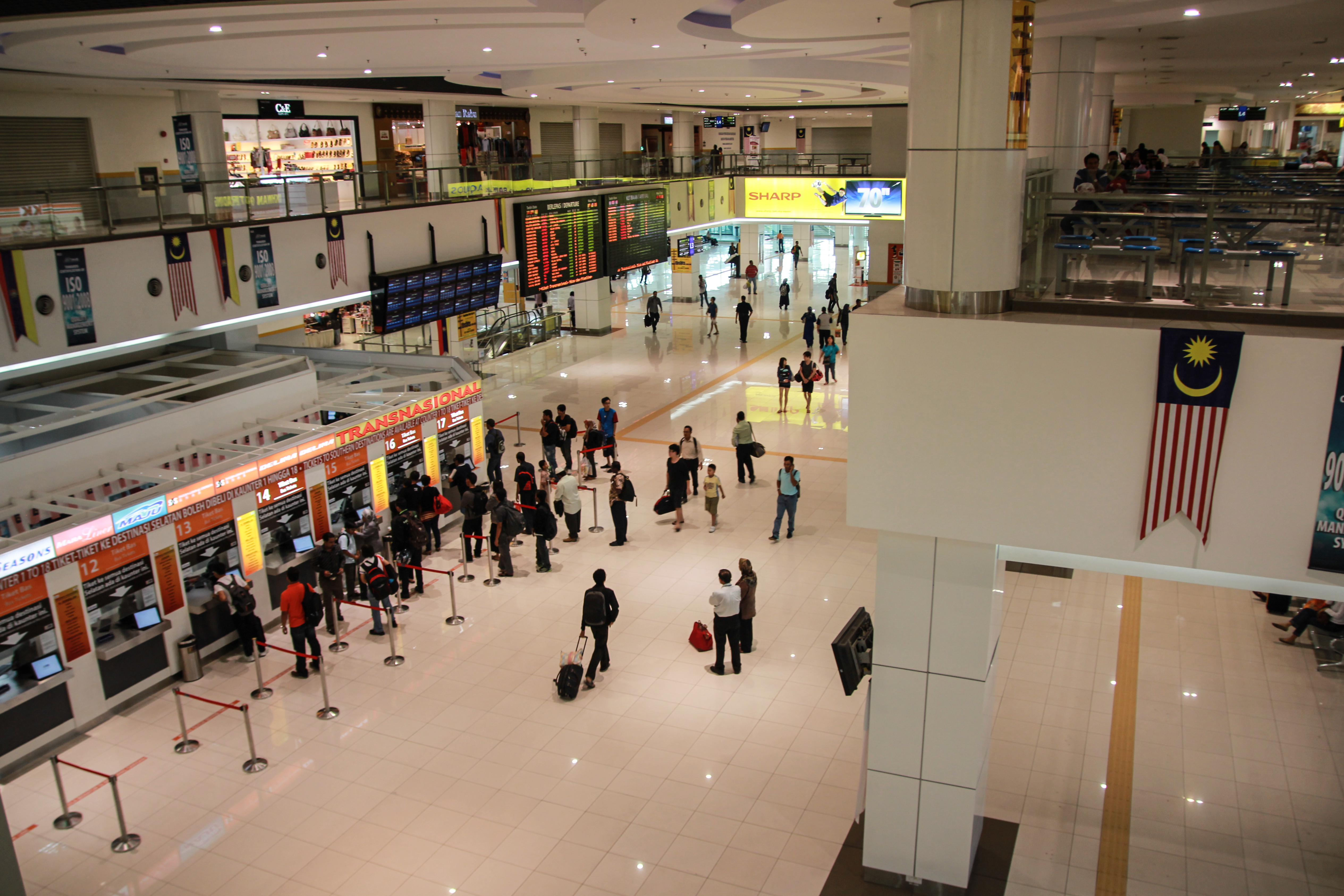
终站内部

南湖镇终站位于吉隆坡市中心以南约10公里处，避开了市中心的道路拥堵。终站靠近吉隆坡第二中环公路和新街场大道，便于进入马来西亚的高速公路网络。
终站设有60个巴士站台、150个出租车停车位和1000个停车位。终站的设施完善，备有自动取款机、婴儿护理室、行李手推车和行李寄存等便利设施。终站内也有购物和餐饮选择如肯德基分行。
终站售票设施包括由终站运营商Maju TMAS的工作人员管理的41个集中售票系统（CTS）柜台和七个自动售票机。该系统的设置旨在遏制兜售票务的行为。出发厅分为三个区域。只有持票人允许进入出发厅。他们也需要经过辅助警察的安全检查点。
终站的设计最大容量为每天可处理5,000个巴士行程，截至2015年10月，在南行巴士从富都车站转移前，终站每天可处理约1,300个巴士行程。截至2015年12月，该终站每天为52,000名旅客提供服务。

### 管理
南湖镇终站的当前运营商是Maju Terminal Management Services私人有限公司（Maju TMAS）。Maju TMAS也是马驹控股（Maju Holdings Berhad）的子公司。